# Claude Giraud
Claude Giraud (* 5. Februar 1936 in Chamalières, Auvergne; † 3. November 2020 in Saint-Priest-des-Champs) war ein französischer Schauspieler, der mit namhaften Theater- und Filmregisseuren wie Jean-Laurent Cochet, Gérard Oury, Jean Cocteau, Giorgio Strehler und Franco Zeffirelli arbeitete und bis 2012 auch als Synchronsprecher für zahlreiche Filme und Fernsehserien tätig war.

## Leben und Karriere
Claude Giraud war der Sohn eines Gynäkologen. Einer seiner Onkel betrieb in Clermont-Ferrand einige Kinos, wo sich Claude Giraud schon als Kind gerne Filme anschaute und den Wunsch verspürte, Schauspieler werden zu wollen. Nach erfolgreich abgelegter Reifeprüfung zog er nach Paris, um zunächst Literaturwissenschaften zu studieren. Er besuchte zahlreiche Vorstellungen des Théâtre National de Paris, wo er auf Empfehlung von Pierre Fresnay bei Henri Rollan vorsprach. Er absolvierte seine Schauspielausbildung zunächst bei Tania Balachova am Théâtre du Vieux-Colombier, ab 1957/58 an der École de la rue Blanche (École nationale supérieure des arts et techniques du théâtre ENSATT) bei Jean Debucourt, Fernand Ledoux und Jean-Laurent Cochet. Seinen Militärdienst absolvierte er 28 Monate lang als Militärbibliothekar in Baden-Württemberg und kehrte anschließend nach Paris ans Konservatorium zurück, wo er Catherine Demanet (Marquand) kennenlernte, die ebenfalls Schauspiel studierte. Sie heirateten 1963. Er schloss seine Ausbildung in Paris 1962 als bis dato einziger Student mit drei ersten Preisen (Komödie, Tragödie, Modernes Drama) ab. Daraufhin wurde er in die Comédie-Française engagiert, die er jedoch nach einigen Monaten wieder verließ, da er nur für kleine Rollen besetzt wurde. 1962 war er der erste Preisträger des soeben geschaffenen Grand Prix Gérard-Philipe de la Ville de Paris und begann eine erfolgreiche Theater- und Filmkarriere.
1963 spielte er seine erste Hauptrolle als Capitaine Langlois in François Leterriers Ein König allein nach dem gleichnamigen Roman von Jean Giono, der auch das Drehbuch verfasste. Der Film wurde mit dem Grand prix du cinéma français ausgezeichnet. Es folgten die Rolle des Ödipus in der Verfilmung von Jean Cocteaus La machine infernale und des Georges in Roger Vadims starbesetzter Schnitzler-Adaptation Der Reigen mit Jane Fonda. 1963 gastierte er mit der Compagnie Marie Bell in Kanada und in den USA (Boston, Washington D.C., Princeton und am New Yorker Broadway.) Für seine Rolle des Hippolyte in Jean Racines Phèdre erhielt er den Theatre World Award. 1968 wurde Phèdre mit Marie Bell verfilmt und auf Schallplatte aufgenommen. Mitte der 1960er Jahre spielte Claude Giraud an der Seite von Michèle Mercier die Rolle des Philippe de Plessis-Bellieres in drei Angélique-Filmen (Angélique, Angélique, 2. Teil und Angélique und der König). Zu dieser Zeit entstand auch die 13-teilige Abenteuerserie Das Geheimnis der weißen Masken (Les Compagnons de Jehu) nach dem Roman von Alexandre Dumas d. Ä., in der er unter der Regie von Michel Drach die Hauptrolle des Morgan (Jacques de Sainte-Hermine) spielte. In der beliebten französischen Kinderserie Sebastien parmi les hommes stellte er Sebastians Vater, einen Pferdezüchter, dar.
Bernard Toublanc-Michel besetzte ihn 1968 für die Rolle des d’Aulnay in Tanjas Geliebter (Adolphe ou l’âge tendre). Ein großer Erfolg wurde die Fernsehserie Les rois maudits (dt.: Die unseligen Könige) nach der gleichnamigen Romanserie von Maurice Druon über die französische Monarchie im 14. Jahrhundert, in der er Sir Roger Mortimer spielte.
1972 kehrte er an die Comédie-Française zurück, wo er 1976 als sociétaire Nr. 460 aufgenommen wurde. Bis 1982 spielte er zahlreiche Rollen, in denen er seine Vielseitigkeit unter Beweis stellte, u. a. Christian in Cyrano von Bergerac; Octavio in Les Caprices de Marianne; Antonio in Was ihr wollt; Gargaret in Doit-on le dire ? Béralde in Der eingebildet Kranke. Mit der Comédie-Française nahm er auch am Festival von Avignon teil (Ödipus von Sophokles in der Titelrolle und Eduard IV in Richard III).
Von 1983 bis 1986 schloss er sich der neu gegründeten Schauspieltruppe von Jean-Claude Cochet am Théâtre Hébertot an, wo er zahlreiche Hauptrollen übernahm.
An der Seite von Louis de Funès spielte er 1973 in Die Abenteuer des Rabbi Jacob den fiktiven arabischen Revolutionsführer Slimane. Der Film wurde in der Kategorie Bester ausländischer Film für einen Golden Globe Award nominiert. In La guerre de pétrole n’aura pas lieu des marokkanischen Regisseurs Souheil Ben-Barka stellte er einen jungen Bürokraten dar, der die korrupten Machenschaften rund um das Ölgeschäft aufdeckt. Der Film wurde für einen Preis auf dem Internationalen Filmfestival Moskau 1975 nominiert. Seine schauspielerische Bandbreite zeigen weitere Filme wie die Literaturverfilmung von Madame Bovary als deren Liebhaber Rodolphe Boulanger; Alle lieben Mami Rose, in dem er mit Claude Jade eine Ehekrise meistert; Almaviva in Figaros Hochzeit oder der tolle Tag; Leonardo in Die Trilogie der Sommerfrische, sowie Rollen in historischen Abenteuerfilmen (Le loup blanc; Richelieu; Les Fiancées de l’Empire). In deutschen Kinos war er in Liebe ist ein Kinderspiel von 1994 sowie Ein schwarzer Engel aus dem gleichen Jahr (mit Sylvie Vartan) zu sehen.
Dem französischen Kino- und Fernsehpublikum ist Claude Girauds Stimme durch seine zahlreichen Synchronisierungen von amerikanischen Filmen von den 1960er Jahren bis 2012 bekannt, unter anderem für Robert Redford, Tommy Lee Jones, Liam Neeson, Alan Rickman (Harry-Potter-Filmreihe) oder Tom Selleck. Des Weiteren ist seine Stimme in vielen Animations- und Fernsehfilmen (u. a. Odysseus 31; Raoul Wallenberg) sowie Fernsehserien zu hören (u. a. Richard Chamberlain in Shogun).
Seit 1987 lebte Claude Giraud in Saint-Priest-des-Champs in der Nähe von Clermont-Ferrand, wo er ein Gestüt, Haras du Boissis, besaß und Connemara-Ponys züchtete.
Er war mit der französischen Schauspielerin Catherine Marquand, die er 1962 am Conservatoire national supérieur d’art dramatique kennengelernt hatte, von 1963 bis zu deren Tod 2012 verheiratet. Aus der Ehe stammen Sohn Louis (geb. 1963) und Tochter Marianne Giraud-Martinez (geb. 1966), die ebenfalls Schauspielerin ist.

## Theater
| Jahr      | Stück                                          | Autor                                             | Regisseur                      | Rolle             | Theater                                                                        | Anm. |
| --------- | ---------------------------------------------- | ------------------------------------------------- | ------------------------------ | ----------------- | ------------------------------------------------------------------------------ | --- |
| 1958      | Amphitryon                                     | Molière                                           | Jean Meyer                     | Naucratès         | Comédie-Française                                                              | Als Student am Conservatoire                                                                                 |
| 1962      | Bérénice                                       | Jean Racine                                       | Paul-Émile Deiber              | Arsace            | Comédie-Française                                                              | 17 Vorstellungen                                                                                             |
| 1962      | Der Geizige (L’avare)                          | Molière                                           | Jacques Mauclair               | Valère            | Comédie-Française                                                              | |
| 1962      | Le Retour de l’enfant prodigue                 | André Gide                                        | Jean Marchat                   | Le Récitant       | Comédie-Française                                                              | |
| 1963      | Scapins Streiche                               | Molière                                           | Jacques Charon                 | Carle             | Comédie-Française                                                              | |
| 1963      | La troupe du Roy                               | Nach Molière, La Grange und Nicolas Boileau       | Paul-Émile Deiber              | Valère            | Comédie-Française                                                              | |
| 1964      | Wer hat Angst vor Virginia Woolf?              | Edward Albee                                      | Franco Zeffirelli              | Nick              | Théâtre de la Renaissance                                                      | |
| 1962–1964 | Phèdre                                         | Jean Racine                                       | Raymond Gérôme                 | Hippolyte         | Théâtre du Gymnase Marie Bell                                                  | Gastspiel Okt. – Nov. 1963 in Kanada und den USA, u. a. am Broadway. Giraud erhielt den Theatre World Award. |
| 1965      | Der Menschenfeind                              | Molière                                           | Jean-Laurent Cochet            | Alceste           | Théâtre de la Madeleine                                                        | |
| 1965      | Tartuffe                                       | Molière                                           | Jean-Laurent Cochet            | Damis             | Théâtre de la Madeleine                                                        | |
| 1966      | L’école des maris                              | Molière                                           | Jean-Laurent Cochet            | Valère            | Théâtre de la Madeleine                                                        | |
| 1966      | 29 dégrés à l’ombre (29 Grad im Schatten)      | Eugène Labiche                                    | Jean-Laurent Cochet            | Piget             | Théâtre de la Madeleine                                                        | |
| 1966      | Le Jeu de l’amour et du hasard                 | Pierre Carlet de Marivaux                         | Jean-Laurent Cochet            | Dorante           | Théâtre de la Madeleine                                                        | |
| 1967      | La Promesse                                    | Alexej Arbutsow                                   | Michel Fagadau                 | Marat             | Théâtre de la Gaîté-Montparnasse                                               | |
| 1969      | Macbeth                                        | William Shakespeare                               | Jean Meyer                     | Macbeth           | Théâtre des Célestins, Lyon                                                    | |
| 1969      | Le Gardien (Pinter) (Der Hausmeister)          | Harold Pinter                                     | Jean-Laurent Cochet            | Mick              | Théâtre de Paris (vormals Théâtre Moderne)                                     | |
| 1971      | Le Gardien (Pinter) (Der Hausmeister)          | Harold Pinter                                     | Jean-Laurent Cochet            | Mick              | Théâtre des Célestins, Lyon                                                    | Tourneen Herbert-Karsenty                                                                                    |
| 1972      | Tu étais si gentil quand tu étais petit        | Jean Anouilh                                      | Jean Anouilh and Roland Piétri | Égisthe           | Théâtre Antoine-Simone Berriau                                                 | |
| 1972      | Œdipe roi, Œdipe à Colone                      | Sophokles                                         | Jean-Paul Roussillon           | Œdipe             | Comédie-Française am Festival d’Avignon                                        | Foto 12 (Mitte), Übernahme der Rolle von Georges Aminel                                                      |
| 1972      | Richard III.                                   | William Shakespeare, adapted by Jean-Louis Curtis | Terry Hands                    | Eduard IV         | Comédie-Française                                                              | |
| 1973      | L’Impromptu de Versailles                      | Molière                                           | Pierre Dux                     | Molière           | Comédie-Française                                                              | |
| 1973      | La troupe du roy                               | Molière                                           | Claude Barma                   | Eraste            | Comédie-Française                                                              | Les Fâcheux                                                                                                  |
| 1973      | Les Caprices de Marianne                       | Alfred de Musset                                  | Jean-Laurent Cochet            | Octave            | Comédie-Française                                                              | |
| 1974      | La Nostalgie, camarade                         | François Billetdoux                               | Jean-Paul Roussillon           | Deuxième visiteur | Comédie-Française (Odéon)                                                      | |
| 1974      | Coriolan                                       | William Shakespeare                               | Jean Meyer                     | Caius Marcius     | Festival de Lyon                                                               | |
| 1975      | Horace                                         | Pierre Corneille                                  | Jean-Pierre Miquel             | Curiace           | Comédie-Française                                                              | |
| 1976      | Was ihr wollt                                  | William Shakespeare                               | Terry Hands                    | Antonio           | Comédie-Française (Odéon)                                                      | |
| 1976      | Cyrano de Bergerac                             | Edmond Rostand                                    | Jean-Paul Roussillon           | Christian         | Comédie-Française (Odéon)                                                      | |
| 1976      | Der Menschenfeind                              | Molière                                           | Jean-Laurent Cochet            | Alceste           | Festival de Sarlat                                                             | |
| 1976      | Lorenzaccio                                    | Alfred de Musset                                  | Franco Zeffirelli              | Scoroncocolo      | Comédie-Française                                                              | |
| 1977      | Die Bakchen                                    | Euripides                                         | Michael Cacoyannis             | Penthée           | Comédie-Française (Odéon)                                                      | |
| 1977      | Doit-on le dire ?                              | Eugène Labiche                                    | Jean-Laurent Cochet            | Gargaret          | Comédie-Française                                                              | |
| 1978–1979 | La Trilogie de la villégiature                 | Carlo Goldoni                                     | Giorgio Strehler               | Leonardo          | Comédie-Française (Odéon)                                                      | |
| 1979      | Der eingebildet Kranke                         | Molière                                           | Jean-Laurent Cochet            | Béralde           | Comédie-Française                                                              | |
| 1980      | Simul et singulis – 1ère période 1680–1780     |                                                   | Simon Eine                     | Molière           | Comédie-Française                                                              | |
| 1980      | La Révolte                                     | Auguste de Villiers de L’Isle-Adam                | Alain Halle-Halle              | Félix             | Comédie-Française                                                              | |
| 1981      | Medea                                          | Euripides                                         | Jean Gillibert                 | Créon             | Comédie-Française                                                              | Festival d’Avignon                                                                                           |
| 1983      | 29 degrés à l’ombre                            | Eugène Labiche                                    | Jean-Laurent Cochet            |                   | Théâtre Hébertot                                                               | |
| 1983      | Moi (Labiche)                                  | Eugène Labiche                                    | Jean-Laurent Cochet            |                   | Théâtre Hébertot                                                               | |
| 1983      | Le Misanthrope                                 | Molière                                           | Jean-Laurent Cochet            |                   | Théâtre Hébertot                                                               | |
| 1987      | Ponce Pilate, procureur de Judée               | Jean-Marie Pélaprat                               | Robert Manuel                  | Caiphe            | Aufführungen auf dem Kreuzfahrtschiff Mermoz (später umbenannt in MV Serenade) | |
| 1990      | La Cerisaie                                    | Anton Pawlowitsch Tschechow                       | Jacques Rosny                  | Lopakine          | Théâtre de la Madeleine                                                        | |
| 1990      | L’Aiglon                                       | Edmond Rostand                                    | Jean-Luc Tardieu               |                   | Festival d’Anjou                                                               | |
| 1991      | La maison de poupée (Nora oder Ein Puppenheim) | Henrik Ibsen                                      | Michel Fagadau                 | Torvald           | Comédie-Caumartin                                                              | |
| 1992      | Chantecler                                     | Edmond Rostand                                    | Jean-Paul Lucet                | Chantecler        | Théâtre antique de Fourvière                                                   | |
| 1994      | La ville dont le prince est un enfant          | Henry de Montherlant                              | Pierre Boutron                 | Le Père Supérieur | Petit-Hébertot                                                                 | |
| 1994      | La mégère apprivoisée                          | William Shakespeare                               |                                |                   | Compagnie Mascarille                                                           | |
| 1995      | Don Juan (Molière)                             | Molière                                           |                                |                   | Compagnie Mascarille                                                           | |
| 1996      | Folle Amanda                                   | Pierre Barillet, Jean-Pierre Gredy                | Raymond Acquaviva              | [ 52 ]            |                                                                                | |
| 1997      | Dimanche prochain                              | Pierre Charras                                    | Gérard Maro                    | Maurice Michaux   | Théâtre de l'Œuvre                                                             | |
| 1998      | Horace                                         | Pierre Corneille                                  | Marion Bierry                  | Le vieil Horace   | Théâtre de l'Œuvre                                                             | |
| 2000      | La Parisienne                                  | Henry Becque                                      | Jean-Laurent Cochet            |                   |                                                                                | |
| 2005      | Charlotte Corday                               | Daniel Colas                                      | Daniel Colas                   |                   | Petit-Hébertot                                                                 | |

## Filmografie (Auswahl)
- 1958: Die sich selbst betrügen (Les tricheurs)
- 1963: Ein König allein (Un roi sans divertissement)
- 1963: La Machine infernale (Fernsehfilm)
- 1964: Angélique (Angélique, Marquise des Anges)
- 1964: Der Reigen (La Ronde)
- 1965: Cinna (Fernsehfilm)
- 1965: Angélique, 2. Teil (Merveilleuse Angélique)
- 1966: Das Geheimnis der weißen Masken (Les Compagnons de Jéhu, Fernsehserie, 5 Folgen)
- 1966: Angélique und der König (Angélique et le Roy)
- 1967: Spionage – die Arbeit der Geheimdienste (Espions parmi nous: Le monde parallèle, Fernsehserie, eine Folge)
- 1968: Tanjas Geliebter (Adolphe ou l’Âge tendre)
- 1968: Belle und Sebastian (Belle et Sébastien, Fernsehserie, 5 Folgen)
- 1968: Phèdre
- 1971: Tartuffe (Fernsehfilm)
- 1973: Les rois maudits (Miniserie, 2 Folgen)
- 1973: Die Abenteuer des Rabbi Jacob (Les Aventures de Rabbi Jacob)
- 1974: Madame Bovary (Fernsehfilm)
- 1975: La guerre du pétrole n’aura pas lieu
- 1976: Alle lieben Mami Rose (Mamie Rose, Fernsehfilm)
- 1977: Milady (Fernsehfilm)
- 1977: Le Loup blanc (Fernsehfilm)
- 1977: Richelieu (Miniserie, 4 Folgen)
- 1979–1981: Mathias Sandorf (Miniserie, 6 Folgen)
- 1981: Les Fiancées de l’Empire (Miniserie, 6 Folgen)
- 1982: Venise en hiver (Fernsehfilm)
- 1983: L'homme de la nuit (Miniserie, 4 Folgen)
- 1986: À nous les beaux dimanches (Fernsehfilm)
- 1986: L’ami Maupassant (Fernsehserie, eine Folge)
- 1988: Phèdre (Fernsehfilm)
- 1988: Die Fälle des Monsieur Cabrol (Les Cinq Dernières Minutes, Fernsehreihe, eine Folge)
- 1989: La Folle Journée ou le Mariage de Figaro
- 1989: Suivez cet avion
- 1990: La belle Anglaise (Fernsehserie, eine Folge)
- 1993: La Cavalière (Miniserie)
- 1993: Des héros ordinaires (Fernsehserie, eine Folge)
- 1994: Ein schwarzer Engel (L’Ange noir)[55]
- 1994: Liebe ist ein Kinderspiel (L’amour est un jeu d’enfants) (Fernsehfilm)
- 1995: Les Cordier, juge et flic (Fernsehserie, eine Folge)
- 1996: Médée (Fernsehfilm)
- 2000: Julie Lescaut (Fernsehserie, eine Folge)
- 2001: Une femme d’honneur (Fernsehserie, eine Folge)
- 2005: Le Fantôme du lac (Fernsehfilm)

## Synchronstimme

### Kino

#### Filme nach Schauspielern
- Robert Redford in:
  - 1973: So wie wir waren (The Way We Were): Hubbell Gardner
  - 1974: Der große Gatsby (The Great Gatsby): Jay Gatsby (1. Synchronfassung)
  - 1976: Die Unbestechlichen (All The President’s Men): Bob Woodward
  - 1977: Die Brücke von Arnheim (A Bridge Too Far): Maj. Julian Cook
  - 1984: Der Unbeugsame (The Natural): Roy Hobbs
  - 1985: Jenseits von Afrika (Out of Africa): Denys George Finch Hatton
  - 1986: Staatsanwälte küßt man nicht (Legal Eagles): Tom Logan
  - 1990: Havanna (Havana): Jack Weil
  - 1992: Sneakers – Die Lautlosen (Sneakers): Martin Bishop / Martin Brice
  - 1993: Ein unmoralisches Angebot (Indecent Proposal): John Gage
  - 1996: Aus nächster Nähe (Up Close & Personal): Warren Justice
  - 1998: Der Pferdeflüsterer (Horse Whisperer): Tom Booker
  - 2000: Die letzte Festung (The Last Castle): Lieutenant General Eugene Irwin
  - 2001: Spy Game – Der finale Countdown (Spy Game): Nathan D. Muir
  - 2004: Anatomie einer Entführung (The Clearing): Wayne Hayes
  - 2005: Ein ungezähmtes Leben (An Unfinished Life): Einar Gilkyson
  - 2008: Von Löwen und Lämmern (Lions for Lambs): Stephen Malley

- Tommy Lee Jones in:
  - 1991: JFK – Tatort Dallas (JFK): Clay Shaw / Clay Bertrand
  - 1993: Auf der Flucht (The Fugitive): Samuel Gerard
  - 1993: Zwischen Himmel und Hölle (Heaven & Earth): Steve Butler
  - 1994: Der Klient (The Client): Roy Foltrigg
  - 1994: Natural Born Killers: Dwight McClusky
  - 1995: Batman Forever: Harvey Dent / Two-Face
  - 1997: Volcano: Mike Roark
  - 1997: Men in Black: Agent K (Kay)
  - 1998: Auf der Jagd (U.S. Marshals): Chief Deputy Marshal Samuel Gerard
  - 1999: Doppelmord (Double Jeopardy): Travis Lehman
  - 2000: Space Cowboys: Col. William „Hawk“ Hawkins
  - 2002: Men in Black II: Kevin Brown, Agent K (Kay)
  - 2003: Die Stunde des Jägers (The Hunted): L.T. Bonham
  - 2003: The Missing: Samuel Jones alias Chaa-Duu-Ba-Its-Iidan
  - 2005: Three Burials – Die drei Begräbnisse des Melquiades Estrada (OT: The Three Burials of Melquiades Estrada) : Pete Perkins
  - 2005: Der Herr des Hauses (Man of the House): Roland Sharp
  - 2007: Im Tal von Elah (In the Valley of Elah): Hank Deerfield

- Alan Rickman in:
  - 1996: Michael Collins: Eamon de Valera
  - 2001: Harry Potter und der Stein der Weisen (Harry Potter and the Philosopher’s Stone): Professor Severus Snape
  - 2002: Harry Potter und die Kammer des Schreckens (Harry Potter and the Chamber of Secrets): Professor Severus Snape
  - 2004: Harry Potter und der Gefangene von Askaban (Harry Potter and the Prisoner of Azkaban): Professor Severus Snape
  - 2005: Harry Potter und der Feuerkelch (Harry Potter and the Goblet of Fire): Professor Severus Snape
  - 2007: Harry Potter und der Orden des Phönix (Harry Potter and the Order of the Phoenix): Professor Severus Snape
  - 2007: Sweeney Todd – Der teuflische Barbier aus der Fleet Street (Sweeney Todd: The Demon Barber of Fleet Street): Richter Turpin
  - 2009: Harry Potter und der Halbblutprinz (Harry Potter and the Half-Blood Prince): Professor Severus Snape
  - 2010: Harry Potter und die Heiligtümer des Todes – Teil 1 (Harry Potter and the Deathly Hallows – Part 1): Professor Severus Snape
  - 2011: Harry Potter und die Heiligtümer des Todes – Teil 2 (Harry Potter and the Deathly Hallows – Part 2): Professor Severus Snape

- Tom Selleck in:
  - 1982: Die Schattenreiter (The Shadow Riders): Mac Traven
  - 1989: Von Bullen aufs Kreuz gelegt (An Innocent Man): Jimmie Rainwood
  - 1989: Ninas Alibi (Her Alibi): Phil Blackwood
  - 1990: Quigley der Australier (Quigley Down Under): Matthew Quigley
  - 1990: Drei Männer und eine kleine Lady (3 Men and a Little Lady): Peter Mitchell
  - 1997: In & Out: Peter Malloy

- Liam Neeson in:
  - 1994: Schindlers Liste (Schindler’s List): Oskar Schindler
  - 1999: Das Geisterschloss (The Haunting): David Marrow
  - 2005: Batman Begins: Ra’s al Ghul / Henri Ducard
  - 2008: Der Andere (The Other Man): Peter

- Jon Voight in:
  - 1996: Mission: Impossible: Jim Phelps
  - 1997: America’s Most Wanted (Most Wanted): General Adam Woodward, alias Lt. Col. Grant Casey
  - 2001: Zoolander: Larry Zoolander
  - 2004: Der Manchurian Kandidat (The Manchurian Candidate): Senator Thomas Jordan

- Patrick Stewart in:
  - 1996: Star Trek: Der erste Kontakt (Star Trek – First Contact): Jean-Luc Picard
  - 1998: Star Trek: Der Aufstand (Star Trek – Insurrection): Jean-Luc Picard
  - 2002: Star Trek: Nemesis: Jean-Luc Picard

- Richard Chamberlain in:
  - 1969: Die Irre von Chaillot (The Madwoman of Chaillot): Roderick
  - 1989: Die Rückkehr der Musketiere (The Return of the Musketeers): Aramis

- Warren Beatty in:
  - 1971: Der Millionenraub (Dollars): Joe Collins
  - 1971: McCabe & Mrs. Miller: John McCabe

- Giuliano Gemma in:
  - 1971: Der feurige Pfeil der Rache (L’arciere di fuoco): Robin (Sir Henry von Nottingham)
  - 1977: Der eiserne Präfekt (Il prefetto di ferro): Prefetto Cesare Mori

- Donald Sutherland in:
  - 1973: Wenn die Gondeln Trauer tragen (Don’t Look Now): John Baxter
  - 1974: Das Chaos-Duo (S*P*Y*S): Bruland

- Damien Thomas in:
  - 1977: Mohammed – Der Gesandte Gottes (The Message): Zaid
  - 1986: Piraten (Pirates): Don Alfonso

- Harrison Ford in:
  - 1979: Das tödliche Dreieck (Hanover Street): David Halloran
  - 1981: Jäger des verlorenen Schatzes (Raiders of the Lost Ark): Indiana Jones

- Mel Gibson in:
  - 1982: Ein Jahr in der Hölle (The Year of Living Dangerously): Guy Hamilton
  - 1984: Die Bounty (The Bounty): Fletcher Christian

- Roger Moore in:
  - 1990: Bullseye – Der wahnwitzige Diamanten Coup (Bullseye!): Bradley-Smith / Sir John Blevistock
  - 1996: The Quest – Die Herausforderung (The Quest): Lord Edgar Dobbs

#### Weitere Filme
- 1941: Der letzte Bandit (Billy the Kid) Billy Bonney (Robert Taylor)
- 1957: Wege zum Ruhm (Paths of Glory): Commandant Saint-Auban, Ankläger (Richard Anderson)
- 1968: Draculas Rückkehr (Dracula Has Risen from the Grave): Paul (Barry Andrews)
- 1968: Lass mich küssen deinen Schmetterling (I Love You, Alice B. Toklas): Herbie (David Arkin)
- 1968: Sein gefährlichster Auftrag (Richard Cutting): Richard Cutting (Patrick O’Neal)
- 1968: Schlacht um Anzio (Lo sbarco di Anzio): General Marsh (Anthony Steel)
- 1969: Die Verdammten (La caduta degli dei): Günther Von Essenbeck (Renaud Verley)
- 1969: Der Stern des Südens (The Southern Star): Dan Rockland (George Segal)
- 1970: Charro!: Jess Wade (Elvis Presley)
- 1970: Krieg im Spiegel (The Looking Glass War): John Avery (Anthony Hopkins)
- 1971: Andromeda – Tödlicher Staub aus dem All (The Andromeda Strain): Dr. Mark Hall (James Olson)
- 1972: Zwei glücklose Cowboys (Pocket Money): Jim Kane (Paul Newman)
- 1972: Endstation Hölle (Skyjacked): Sam Allen (Mike Henry)
- 1973: Sie nannten ihn Plattfuß (Piedone lo sbirro): Commissario Capo Dr. Tabassi (Adalberto Maria Merli)
- 1975: Sindbads gefährliche Abenteuer (The Golden Voyage of Sinbad): Sinbad (John Phillip Law)
- 1975: Lisztomania: Der Papst (Ringo Starr)
- 1976: Die Söldner (Killer Force): Roberts (Richard Loring)
- 1977: Pumping Iron: Arnold Schwarzenegger
- 1977: MacArthur – Held des Pazifik (MacArthur): Colonel Sidney Huff (Nicholas Coster)
- 1977: Schwarzer Sonntag (Black Sunday): Robert Moshevsky (Steven Keats)
- 1978: Die Katze und der Kanarienvogel (The Cat and the Canary): Paul Jones (Michael Callan)
- 1979: Tess: Alec d’Urberville (Leigh Lawson)
- 1979: Dracula: Graf Dracula (Frank Langella)
- 1980: Nachtfalken: Reinhardt Heymar Wulfgar (Rutger Hauer)
- 1980: Der Jazz-Sänger (The Jazz Singer): Jess Robin / Yussel Rabinovitch (Neil Diamond)
- 1981: Reds: Eugene O’Neill (Jack Nicholson)
- 1982: Sophies Entscheidung (Sophie’s Choice): Larry Landau (Stephen D. Newman)
- 1982: Frances: Dr. Symington (Lane Smith)
- 1982: Fanny und Alexander (Fanny och Alexander): Gustav Adolf Ekdahl (Jarl Kulle)
- 1983: Begierde (The Hunger): John Blaylock (David Bowie)
- 1983: Cujo: Steve Kemp (Christopher Stone)
- 1983: Staying Alive: Jesse le chorégraphe (Steve Inwood)
- 1983: WarGames – Kriegsspiele (Wargames): Lyle Watson (Dennis Lipscomb)
- 1984: Amadeus: Kaiser Joseph II. (Jeffrey Jones)
- 1984: Der Tank (Tank): Gouverneur Sims (J. Don Ferguson)
- 1984: 2010: Das Jahr, in dem wir Kontakt aufnehmen (2010: The Year We Make Contact): Stimme von HAL 9000 (Douglas Rain)
- 1985: The Purple Rose of Cairo: Henry (Edward Herrmann)
- 1986: Der Name der Rose: William von Baskerville (Sean Connery)
- 1986: Das vierte Protokoll (The Fourth Protocol): Valeri Petrovsky / James Edward Ross (Pierce Brosnan)
- 1987: Beverly Hills Cop II: Charles Cain (Dean Stockwell)
- 1987: Radio Days: Sy (Richard Portnow)
- 1988: Der Affe im Menschen (Monkey Shines): Allan Mann (Jason Beghe)
- 1990: Hamlet: Polonius (Ian Holm)
- 1990: Jagd auf Roter Oktober (The Hunt for Red October): Dr. Jeffrey Pelt (Richard Jordan)
- 1993: Die Wiege der Sonne (Rising Sun): Senator John Morton (Ray Wise)
- 1993: Zeit der Unschuld (The Age of Innocence): Julius Beaufort (Stuart Wilson)
- 1993: Was vom Tage übrig blieb: Sir Geoffrey Wren (Rupert Vansittart)
- 1993: Das Königsspiel – Ein Meister wird geboren (Searching for Bobby Fischer): Professor Jonathan Poe (Robert Stephens)
- 1995: Ein Schweinchen namens Babe: Rex (Hugo Weaving)
- 1997: Money Talks – Geld stinkt nicht (Money Talks): Barclay (David Warner)
- 1998: Deep Impact: Jason Lerner (Maximilian Schell)
- 1998: Der Musterschüler (Apt Pupil): Richard Bowden (Bruce Davison)
- 1999: Payback – Zahltag (Payback): Bronson (Kris Kristofferson)
- 1999: Der 13te Krieger (The 13th Warrior): Melchisidek (Omar Sharif)
- 1999: Mystery Men: Sphinx (Wes Studi)
- 2001: Ritter Jamal – Eine schwarze Komödie (Black Knight): Sir Knolte of Marlborough (Tom Wilkinson)

#### Animationsfilme
- 1982: Flash Gordon: The Greatest Adventure of All: Flash Gordon
- 1993: Batman und das Phantom (Batman: Mask of the Phantasm): Carl Beaumont

### Fernsehen

#### Fernsehfilme
- 1977: Jesus von Nazareth (Gesù di Nazareth): Joseph (Yorgo Voyagis)
- 1978: Der Dieb von Bagdad (The Thief of Baghdad): Prince Taj (Kabir Bedi)
- 1985: Raoul Wallenberg (Wallenberg: A Hero’s Story): Raoul Wallenberg (Richard Chamberlain)
- 1994: Alptraum hinter verschlossenen Türen (Without Consent): Robert Mills (Tom Irwin)
- 1996: Der Tod kam als Engel (Face of Evil): Russell Polk (Perry King)
- 2004: Ein Werk Gottes (Something the Lord Made): Dr. Alfred Blalock (Alan Rickman)

#### Fernsehserien
- 1976–1977: Serpico: Frank Serpico (David Birney)
- 1976: Michael Strogoff: Michel Strogoff (Raimund Harmstorf)
- 1977: Logan’s Run: David Eakins (Paul Shenar)
- 1977: Roots: Jimmy Brent (Doug McClure)
- 1979: Victor Charlie ruft Lima Sierra: Dr. Chabot (Horst Buchholz)
- 1980: Shogun (Shōgun): Major John Blackthorne / Anjin-san (Richard Chamberlain)
- 1983: Der Feuersturm (Winds of War): Sprecher (William Woodson)
- 1984: Mistral’s Daughter: Julien Mistral (Stacy Keach)
- 1989: In 80 Tagen um die Welt (Around the World in 80 Days): Phileas Fogg (Pierce Brosnan)
- 1990–1991: Twin Peaks : Jean Renault (Michael Parks)
- 1993: Die Abenteuer des jungen Indiana Jones (The Young Indiana Jones Chronicles): Alter Indiana Jones (Harrison Ford)
- 1993–1995: Dr. Quinn – Ärztin aus Leidenschaft (Dr. Quinn, Medicine Woman): Ethan Cooper (Ben Murphy) Präsident Ulysses S. Grant (Dennis Lipscomb)
- 1994: Superman – Die Abenteuer von Lois & Clark (Lois & Clark: The New Adventures of Superman) Preston Carpenter (Dean Stockwell, eine Folge)
- 1994–1998: New York Cops – NYPD Blue (NYPD Blue): Bobby Simone (Jimmy Smits)
- 1996: Babylon 5: David ‘Arthur’ McIntyre (Michael York, eine Folge)
- 1998: Sliders – Das Tor in eine fremde Dimension (Sliders, eine Folge)
- 2002: Alias – Die Agentin (Alias): Edward Poole (Roger Moore, eine Folge)
- 2003–2007: Der Fürst und das Mädchen: Fürst Friedrich von Thorwald (Maximilian Schell)
- 2004: Law & Order: Qaadar Khaleel (Christopher Maher, eine Folge)

#### Animationsserien
- Odysseus 31 (uchū densetsu Yurishīzu sātī wan): Ulysse
- Men in Black: Die Serie (Men in Black: The Series): K
- Molierissimo: Molière

### Videospiel(e)
- Batman Begins: Henri Ducard

### Weitere Rollen
- Synchronstimme in Dokumentarfilmen, z. B. Reihe 360° (ausgestrahlt auf ARTE)
- 1986: Erzähler in Avis aux lecteurs: L’Histoire de la maison aux jalousies vertes nach Robert Louis Stevenson[56] [57]
- 1995: Le Mystère Giono, Dokumentarfilm von Jacques Mény (Interviews mit Sylvie Durbet-Giono, Pierre Citron, Jacques Chabot): Erzähler[58] (Koproduktion La Sept ARTE / INA Enterprise), Erstausstrahlung 5. September 1995 (Dauer 62 min.); VHS-Kassette Arte-Vidéo

#### Werbung (Voiceover)
- 1994: Dulux Valentine Onctua
- 1995: Quézac
- 1996: Mitsubishi Pajero
- 1999: Dreamcast
- 2000: France Télécom
- 2005: Apéricube